# Parc national Woomargama
Le parc national Woomargama est un parc national situé en Nouvelle-Galles du Sud en Australie. D'une superficie de 23 577 hectares et 7 120 ha de réserve, il est situé à 20 kilomètres au sud-est de Holbrook et 30 kilomètres au nord-est d'Albury, dans la région des South West Slopes en Nouvelle-Galles du Sud.
Il résulte de la fusion des forêts domaniales de Woomargama, Dora Dora et Tipperary en janvier 2001 dans le cadre du Southern Regional Forest Agreement de 2000.